# Canadian Soccer League 2001
La Canadian Soccer League 2001 fue la cuarta edición de la liga de fútbol canadiense. Estuvo organizado por la Asociación Canadiense de Fútbol y participaron 12 clubes.
Al final del campeonato, los cinco mejores clubes participaron en una ronda eliminatoria para definir a los dos finalistas. Toronto Supra y St. Catharines Wolves disputaron la final del torneo el 14 de octubre de 2001. St. Catharines Wolves ganó el partido 1-0 y se coronó campeón del certamen.
El torneo también entregó varios, entre ellos, al jugador más valioso que fue Abraham Osman del Ottawa Wizards, el goleador Kevin Nelson del Ottawa Wizards y el técnico del año que fue Zoran Jankovic del Montreal Dynamites entre otros.

## Equipos participantes
| Equipo                  | Estadio                           | Ciudad  |
| ----------------------- | --------------------------------- | ------- |
| Ottawa Wizards          | OZ Optics Stadium                 | Ontario |
| Toronto Olympians       | Oshawa Civic Stadium              | Ontario |
| Toronto Supra           | Lamport Stadium                   | Ontario |
| Montreal Dynamites      | Centre Sportif Bois-de-Boulogneat | Quebec  |
| St. Catharines Wolves   | Club Roma Stadium                 | Ontario |
| Toronto Croatia         | Centennial Park Stadium           | Ontario |
| Glen Shields Sun Devils | St. Joan of Arc Turf Field        | Ontario |
| Brampton Hitmen         | Victoria Park Stadium             | Ontario |
| North York Astros       | Esther Shiner Stadium             | Ontario |
| Durham Flames           | Oshawa Civic Stadium              | Ontario |
| York Region Shooters    | Highland Park                     | Ontario |
| London City             | Hellenic Stadium                  | Ontario |

## Tabla general
| Posición              | Equipo                  | PJ | PG | PP | PE | GF | GC | GD  | Puntos |
| --------------------- | ----------------------- | -- | -- | -- | -- | -- | -- | --- | ------ |
| 1                     | Ottawa Wizards          | 22 | 16 | 3  | 3  | 51 | 16 | +35 | 51     |
| 2                     | Toronto Olympians       | 22 | 15 | 6  | 1  | 50 | 21 | +29 | 46     |
| 3                     | Toronto Supra           | 22 | 12 | 5  | 5  | 44 | 22 | +22 | 41     |
| 4                     | Montreal Dynamites      | 22 | 12 | 7  | 3  | 46 | 32 | +14 | 39     |
| 5                     | St. Catharines Wolves   | 22 | 11 | 6  | 5  | 43 | 28 | +15 | 38     |
| 6                     | Toronto Croatia         | 22 | 10 | 7  | 5  | 32 | 29 | +3  | 35     |
| 7                     | Glen Shields Sun Devils | 22 | 8  | 11 | 3  | 30 | 43 | -13 | 27     |
| 8                     | Brampton Hitmen         | 22 | 7  | 10 | 5  | 28 | 41 | -13 | 26     |
| 9                     | North York Astros       | 22 | 7  | 12 | 3  | 30 | 32 | -2  | 24     |
| 10                    | Durham Flames           | 22 | 7  | 12 | 3  | 39 | 53 | -14 | 24     |
| 11                    | York Region Shooters    | 22 | 4  | 15 | 3  | 29 | 58 | -29 | 15     |
| 12                    | London City             | 22 | 2  | 17 | 3  | 19 | 66 | -47 | 9      |
| Estadísticas finales. |                         |    |    |    |    |    |    |     |        |

 PJ = Partidos jugados; PG = Partidos ganados; PP = Partidos perdidos; PE = Partidos empatados;
GF = Goles a favor; GC = Goles en contra; GD = Goles de diferencia
| \| \| Equipos clasificados a una ronda eliminatoria \| |                                               |
|                                                        | Equipos clasificados a una ronda eliminatoria |

## Fase final

### Cuartos de final
- St. Catharines Wolves 2–1 Montreal Dynamites

### Semifinales
- Toronto Olympians 2-3 (pro.) Toronto Supra
- Ottawa Wizards 0-1 St. Catharines Wolves

### Ronda de consolación
- Ottawa Wizards 2-5 Toronto Olympians

### Final
- Toronto Supra	0–1 St. Catharines Wolves[3]

## Goleadores
| Posición | Jugador         | Nacionalidad      | Club                  | Goles |
| -------- | --------------- | ----------------- | --------------------- | ----- |
| 1        | Kevin Nelson    | Trinidad y Tobago | Ottawa Wizards        | 23    |
| 2        | Abraham Osman   | Uganda            | Ottawa Wizards        | 17    |
| 3        | Samuel Afriyie  | Canadá            | Toronto Supra         | 15    |
| 4        | Frank Zumpano   | Canadá            | St. Catharines Wolves | 14    |
| 5        | Eddy Berdusco   | Canadá            | Toronto Olympians     | 12    |
| 6        | Bruno Nue       | Canadá            | Montreal Dynamites    | 12    |
| 7        | Ryan Gamble     | Canadá            | Toronto Supra         | 11    |
| 8        | Gary Hughes     | Canadá            | St. Catharines Wolves | 10    |
| 9        | Peter Curic     | Canadá            | Toronto Croatia       | 9     |
| 10       | Dejan Gluscevic | Serbia            | North York Astros     | 9     |

## Premios
- Jugador más valioso: Abraham Osman, Ottawa Wizards[1]
- Goleador: Kevin Nelson, Ottawa Wizards[1]
- Técnico del año: Zoran Jankovic, Montreal Dynamites[1]
- Mejor portero: George Azcurra, Toronto Croatia; Luciano Miranda, North York Astros[1]